# Ludwig von Possinger
Ludwig von Possinger, též Ludwig Possinger von Choborski (6. ledna 1823 Grab v Haliči – 29. ledna 1905 Štýrský Hradec), byl rakousko-uherský, respektive předlitavský státní úředník a politik, v roce 1871 krátce ministr zemědělství Předlitavska a moravský místodržící.

## Biografie
Vystudoval práva na Lvovské univerzitě. Pak v roce 1845 nastoupil do státních služeb na haličském guberniu. Během revolučního období v roce 1848 působil na magistrátu ve Lvově a v zemském guberniu. Byl spolupracovníkem Agenora von Gołuchowského. Během éry neoabsolutismu zaváděl v Haliči reformy a v roce 1854 se stal tajemníkem haličského místodržitelství. Když se roku 1859 Gołuchowski stal ministrem, vzal Possingera s sebou do Vídně, kde byl vysokým úředníkem ministerstva vnitra. Později se vrátil do Haliče a stal se radou na místodržitelství, pak v letech 1868–1871 viceprezidentem místodržitelství ve Lvově. Roku 1871 se pak stal sekčním šéfem na ministerstvu zemědělství.
Nakonec se sám, krátce, stal členem vlády. 27. října 1871 se stal ministrem zemědělství Předlitavska ve vládě Ludwiga von Holzgethana. Ve vládě setrval do 22. listopadu 1871. Byl ovšem jen provizorním správcem rezortu coby sekční šéf ministerstva.
V úřednické kariéře pokračoval i po odchodu z vlády. V roce 1874 se stal místodržitelem Moravy a v roce 1880 místodržitelem Dolních Rakous.